# Kanton Obernai
Obernai is een kanton van het Franse departement Bas-Rhin. Het kanton maakt deel uit van het arrondissement Sélestat-Erstein.
Op 22 maart 2015 werd het aangrenzende kanton Barr opgeheven en de 16 gemeentes werden toegevoegd aan het kanton Obernai. De gemeente Innenheim, die daarvoor van de rest van het kanton Obernai afgescheiden was door de gemeente Bischoffsheim, werd toegevoegd aan het kanton Molsheim.

## Gemeenten
Het kanton Obernai omvat de volgende gemeenten:
- Andlau
- Barr
- Bernardvillé
- Bernardswiller
- Blienschwiller
- Bourgheim
- Dambach-la-Ville
- Eichhoffen
- Epfig
- Gertwiller
- Goxwiller
- Heiligenstein
- Le Hohwald
- Itterswiller
- Krautergersheim
- Meistratzheim
- Mittelbergheim
- Niedernai
- Obernai
- Nothalten
- Reichsfeld
- Saint-Pierre
- Stotzheim
- Valff
- Zellwiller